# خوسه ارادا
خوسه ارادا (اسپانیایی: José Herrada‎؛ زادهٔ ۱ اکتبر ۱۹۸۵) دوچرخه‌سوار اهل اسپانیا است.
از باشگاه‌هایی که در آن رکاب زده‌است می‌توان به تیم موویستار، کاخا رورال-سگوروس رخا، و تیم دوچرخه‌سواری کوفیدیس اشاره کرد.